# Boyaval
Boyaval település Franciaországban, Pas-de-Calais megyében. Lakosainak száma 138 fő (2022. január 1.). Boyaval Fiefs, Sains-lès-Pernes, Eps, Hestrus és Heuchin községekkel határos.

## Népesség
A település népességének változása:
| Lakosok száma | 132  | 134  | 136  | 133  | 132  | 131  | 130  | 129  | 138  |
|               | 2013 | 2015 | 2016 | 2017 | 2018 | 2019 | 2020 | 2021 | 2022 |